# Klöckner
Klöckner & Co SE (souvent abrégé KlöCo) est un distributeur d’aciers et de métaux indépendant des producteurs, coté en bourse, dont le siège est basé à Duisbourg (Allemagne). Son cœur de métier est la distribution d’aciers et de métaux non-ferreux. Fort de son réseau de distribution de plus de 150 sites dans 13 pays, le groupe dessert plus de 100 000 clients.

## Structure du groupe
Klöckner & Co est un groupe international opérant dans 13 pays. Administrées par le directoire et les divisions centrales de la holding de Duisbourg, ses activités sont exécutées par les sociétés nationales.
Les sociétés suivantes font partie du groupe Klöckner & Co :
- Kloeckner Metals Belgium NV (Belgique)
- Kloeckner Metals Brasil Ltda. (Brésil)
- Klöckner & Co Deutschland GmbH (Allemagne)
- Becker Stahl-Service GmbH (Allemagne)
- kloeckner.i GmbH (Allemagne)
- kloeckner.v GmbH (Allemagne)
- Klöckner Shared Services GmbH (Allemagne)
- Kloeckner Metals France Holdings S.A.S. (France)
- Kloeckner Metals UK Holdings Limited (Grande-Bretagne)
- Kloeckner Metals Corporation (Mexique)
- Kloeckner Metals ODS Nederland (Pays-Bas)
- Kloeckner Metals Austria (Autriche)
- ODS Saudi Arabia (Arabie Saoudite)
- Debrunner Koenig Holding AG (Suisse)
- Bewetec AG (Suisse)
- ODS Asia Pacific (Singapour)
- Kloeckner Metals Corporation (USA)
- ODS Middle East (Émirats arabes unis)

## Modèle d’affaires
La chaîne de valeur ajoutée du groupe Klöckner & Co recouvre l’achat, le négoce et la distribution ainsi que l’entreposage et de nombreuses prestations de services. Klöckner & Co offre également à ses clients des services de conseil dans le domaine de l’entreposage, du parachèvement et de la logistique. À cet égard, le distributeur international opère indépendamment des producteurs.
Les clients de Klöckner & Co sont aussi bien de petites et moyennes entreprises que de grands groupes présents à l’international et viennent principalement du secteur du bâtiment et de la construction mécanique. Le groupe fournit en outre des produits semi-finis à l’industrie automobile, à la construction navale et à l’industrie des biens de consommation.

## Marché et concurrence
Les principaux concurrents du groupe Klöckner & Co sur le marché nord-américain sont Reliance Steel & Aluminum Co. (États-Unis), Ryerson Inc. (États-Unis) et Russel Metals Inc. (Canada). Sur le marché européen, ses principaux concurrents sont BE Group (Suède) ainsi que les activités de distribution des aciéristes Salzgitter AG (Allemagne), Tata Steel (Royaume-Uni), ArcelorMittal (Pays-Bas) et ThyssenKrupp (Allemagne).

## Produits et services
Le programme de produits comprend les produits longs (poutres en acier pour l’industrie du bâtiment), les produits plats (tôles pour les constructeurs mécaniques), les profils creux (profils creux pour la construction métallique), les aciers inoxydables et de qualité (barres rondes en acier hautement allié pour la construction mécanique), l’aluminium (profilés en aluminium pour la construction mécanique) ainsi que les produits spéciaux tels que les matières plastiques, la quincaillerie et les accessoires. Klöckner & Co propose dans l’ensemble plus de 200 000 produits.
Outre les matériaux bruts et les produits semi-finis, le groupe Klöckner & Co offre à ses clients des prestations de services tels que la coupe et la séparation de feuillards en acier, la découpe à longueur fixe, l’oxycoupage et le traitement de surface.

## Histoire
Le 28 juin 1906, Peter Klöckner, commerçant, fonde la société commerciale Klöckner & Co à Duisbourg. Elle devient rapidement l’une des plus grandes entreprises de négoce d’aciers en Allemagne, avec de nombreuses succursales et une vaste gamme de marchandises. Contribuant au développement des entreprises industrielles de Peter Klöckner, le négoce constitue alors le cœur de son empire industriel composé de forges, d’ateliers et de fabriques. De cet empire naissent ultérieurement les sociétés Klöckner-Werke AG et Klöckner-Humboldt-Deutz AG. Dès l’année de la constitution de la société en 1906, Klöckner & Co ouvre ses premières succursales qui lui permettent de posséder très bientôt un réseau de succursales dans toute l’Allemagne.

### Les débuts
Né en 1863 à Coblence (Allemagne), Peter Klöckner est déjà actif depuis 24 ans dans l’industrie sidérurgique à l’époque de la création de la société. Il s’est profilé dans le secteur grâce à ses opérations de redressement et d’investissement en entreprises. Avec Klöckner & Co, il fonde en 1906 une maison de commerce afin de tenir stratégiquement compte de la croissance de l’industrie sidérurgique. En plus des entreprises qu’il a rachetées auparavant, Klöckner mise dès le début sur l’expansion de ses activités et ouvre dès l’année de la constitution de la société de nouveaux bureaux de vente à Cologne et à Düsseldorf.

### Nouvelle expansion
En 1907, Klöckner ouvre de nouvelles succursales à Berlin et à Magdebourg, puis, en 1909, à Hambourg et Dresde. En 1911, il couvre le sud-ouest en implantant un site à Mannheim et crée ainsi la liaison avec l'usine sidérurgique de Knutange. Largement ramifié, le réseau de négoce et de vente atteint en quelques années une ampleur telle que Klöckner n’est plus en mesure de gérer la société au sens classique du paternalisme. Les succursales obtiennent alors le statut de sociétés indépendantes : elles travaillent pour leur propre compte sous la direction de leurs gérants. La gamme de produits s’étend elle aussi : outre le négoce de fer brut et la production d’aciers, Klöckner & Co se consacre désormais au négoce de minerai et à la transformation des matières premières.

### Nouveaux secteurs d’activité
Une fois les usines de Troisdorf et Düsseldorf ancrées au sein du groupe Klöckner, les entreprises du groupe couvrent toute la gamme de la production industrielle. La maison commerciale sert de point de liaison de la chaîne de production qui s’étend, dès 1912, de la mine de minerai à la fabrication de fils métalliques et de machines. En 1913, l’entreprise se lance dans le négoce de la ferraille, une activité du commerce sidérurgique qui deviendra particulièrement lucrative.

### La Première Guerre Mondiale
À peine arrivé au sommet de la réussite s’ensuit une césure aiguë. Le 1er août 1914, l’Empire allemand (Deutsches Reich) déclare la guerre à la Russie dont les conséquences portent un grave coup à l’industrie sidérurgique. La mobilisation de nombreux salariés au service de la guerre est un problème – également pour Peter Klöckner. C’est ainsi par exemple que son usine de Knutange en Lorraine doit réduire drastiquement sa production pendant toute la période de conflit parce que de nombreux Italiens et Polonais qui y travaillent sont rentrés dans leur pays après le début de la guerre. Malgré ces revers, Peter Klöckner continue de travailler inlassablement à l’œuvre de sa vie, également pendant la guerre.

### Croissance pendant la crise
Klöckner & Co sait s’affirmer pendant la crise économique qui suit la première Guerre Mondiale. L’extension de ses activités permet de compenser les pertes réalisées dans le métier de l’acier ; le chiffre d’affaires augmente. Le négoce de ferraille est en plein essor et les autres activités telles que le négoce de bois de mine, de charbon et de produits chimiques génèrent des bénéfices supplémentaires. Dans les années 1920 et 1930, la maison commerciale ouvre ses premières dépendances en Europe, en Amérique du Sud et en Amérique du Nord et crée sa propre division consacrée aux activités internationales. Le distributeur d’aciers opérant principalement en Allemagne devient désormais une maison commercialisant une vaste gamme de produits à l’international. La scission du groupe en deux sociétés, en l’occurrence Klöckner-Werke AG et Klöckner & Co, renforce par ailleurs l’indépendance de l’activité de négoce.
Le succès économique de Peter Klöckner est ombragé en décembre 1936 par un décès. Waldemar, le fils unique et successeur potentiel, décède dans un accident de voiture. La succession est reprise par un autre membre de la famille, Günter Henle, le mari de la belle-fille de Peter Klöckner.

### Aux mains de la politique
Après la mort de Peter Klöckner le 5 octobre 1940, Günter Henle prend la direction du groupe. Klöckner étant considéré comme l’une des entreprises stratégiquement importantes pour l’industrie de l’armement allemande, les usines Klöckner tombent sous le contrôle des nationaux-socialistes pendant la guerre. Henle, démis de sa fonction de directeur général du groupe par les nazis en 1942, s’enfuit à Berlin pour une courte durée, mais revient bientôt pour reprendre la direction de Klöckner & Co. La maison commerciale reste relativement indépendante également pendant le régime nazi. La pratique d’un négoce régulier n’étant toutefois guère possible en temps de guerre (voir aussi l’économie de guerre).

### Nouveau départ et miracle économique
Après la guerre, le groupe Klöckner passe sous la surveillance des Alliés dont le but est de démanteler la grande entreprise. Dans cette situation difficile, Klöckner & Co réussit un nouveau départ étonnamment rapide. Ainsi, la maison commerciale profite, ainsi que les autres entreprises Klöckner, du redressement de la demande de fer et d’acier qui émerge bientôt dans le monde entier. Après s’être juridiquement séparé des sociétés Klöckner-Werke AG et Klöckner-Humboldt-Deutz AG dans les années 1950, Klöckner devient une maison commerciale fortement diversifiée. La vente d’aciers en Allemagne génère des bénéfices élevés à l’époque du miracle économique (Wirtschaftswunder). Les succursales implantées à l’étranger contribuent à l’essor des activités internationales. Klöckner sait également tirer parti des opportunités ouvertes par l’excellente conjoncture dans d’autres secteurs : les activités de la maison s’étendent des matières plastiques au pétrole en passant par la construction navale et la technologie de brûleurs.

### Internationalisation
À l’issue du miracle économique, Klöckner réagit aux grandes mutations du marché de l’acier en augmentant le nombre de services proposés, en réorganisant ses entrepôts et en renforçant son activité de négoce international. En plus de son cœur de métier qu’est la distribution d’aciers, l’entreprise poursuit le développement de ses autres activités commerciales et s’en va à la conquête de nouveaux secteurs. La diversification et l’internationalisation font leurs preuves pendant les hauts et bas conjoncturels des années 1970 et 1980 et permettent au distributeur de maintenir avec succès son cap pendant deux décennies. Puis, l’échec d’une transaction à terme sur pétrole brut réalisée à la fin des années 1980 transporte l’entreprise dans une crise existentielle. Les pertes spéculatives détruisent la base capitalistique de l’entreprise. La « débâcle pétrolière » coûte 600 millions DM à la société. Peter Henle, responsable de cette activité, en tire les conséquences et démissionne de la direction de l’entreprise.
Klöckner est sauvé de cette situation par Deutsche Bank qui fournit 400 millions de marks pour couvrir les pertes. L’insolvabilité ayant pu ainsi être évitée, il reste donc à effectuer une restructuration fondamentale de Klöckner. La société est reprise et transformée en une société anonyme de droit allemand par Deutsche Bank. Ainsi, après plus de 80 ans, Klöckner n’est plus dirigée par la famille. Dans le cadre des activités de sauvetage, la propriété de l’entreprise traditionnelle est transférée à VIAG. Sous l’égide de la nouvelle direction, Klöckner devient un spécialiste de la distribution internationale moderne au cours des années 1990, opérant dans les domaines tels que l’acier, les produits pour ordinateurs, la chimie, le textile et les constructions mobiles. C’est au cours de cette période que Klöckner développe considérablement sa présence internationale dans le secteur sidérurgique.

### Concentration sur le cœur de métier
Au printemps 1997, Klöckner annonce sa décision de se concentrer à l’avenir sur son cœur de métier, le négoce d’aciers et de métaux. Afin de conférer une certaine visibilité à cette transformation, un nouveau logo, à savoir le chien de Klöckner & Co, encore utilisé aujourd’hui, et la devise « multi metal distribution » sont créés.
Alors que Klöckner poursuit le développement de ses activités de distribution d’aciers stockés dans ses entrepôts en Europe, la vente des secteurs non stratégiques du groupe commence. En 1997, Klöckner & Co procède à la scission de l’activité textile de l’entreprise pour la transférer à une société de participation non consolidée dans le but de la vendre. À la fin de cette année-là, le groupe cède la participation résiduelle qu’il détient dans la société Thyssen Klöckner Recycling GmbH à l’actionnaire majoritaire. Début 1998 s’ensuit la vente de la société Klöckner Chemiehandel GmbH. La société Computer 2000 AG change de propriétaire à l’été 1998 et est vendue à la société américaine Tech Data Corporation. De même, Klöckner se désengage de ses titres dans la société Röder Zeltsysteme und Service AG au cours de l’été 1998, selon le calendrier envisagé. L’entreprise cède presque en même temps la participation résiduelle qu’elle détient dans la société Klöckner Industrie-Anlagen GmbH (INA) à l’actionnaire majoritaire.
C’est ainsi que Klöckner se restructure complètement dans l’espace de seulement 15 mois : l’ancien groupe mixte devient alors un pur distributeur d’aciers et de métaux. En ce qui concerne le chiffre d’affaires, le volume des ventes se divise par deux, passant de 18,6 milliards de marks en 1997 à 9,5 milliards de marks en 1998. Les effectifs baissent de 14 655 personnes à 10 752.
À l’automne 1998, VIAG, la société-mère de l’entreprise de l’époque, annonce vouloir se séparer à moyen terme du distributeur d’aciers de Duisbourg. En 2001, Klöckner & Co est vendu au groupe Balli, un courtier de matières premières britannique. Klöckner emploie alors 10 000 personnes et réalise un chiffre d’affaires annuel de 4,8 milliards d’euros. Ceci étant, les deux propriétaires iraniens du groupe Balli ont structuré le financement de l’opération d’acquisition d’une valeur de près de 1,1 milliard d’euros comme suit : Hassan Alaghband et Vahid Alaghband admettent avoir prélevé 47,5 millions d’euros sur les comptes du groupe Klöckner & Co avant l’acquisition du groupe pour financer l’opération. On parla auparavant de 120 millions d’euros qui seraient partis des comptes de Klöckner & Co vers la Suisse. Les deux frères sont punis d’une peine d’un an et demi de prison avec sursis et doivent acquitter des pénalités de 1,75 million d’euros à 2,25 millions d’euros pour abus de biens sociaux et incitation à l’abus de biens sociaux. Au cours du procès concernant le mode de financement, les deux propriétaires accusent la banque WestLB, qui avait connaissance ses problèmes de financement de Balli, d’avoir refusé l’octroi d’un crédit de 150 millions d’euros afin de bénéficier du droit de gage sur les actions de Klöckner au détriment de Balli et de réaliser eux-mêmes une belle affaire.
Deux ans après l’opération d’acquisition, Balli revend 94,5 % des titres du distributeur d’aciers et de métaux à la WestLB et 5,1 % à la Hamburgische Landesbank. Le changement de contrôle va de pair avec un changement à la tête de la direction du groupe. Dr. Thomas Ludwig, déjà membre du directoire de Klöckner & Co de 1991 à 1995, est nommé président du directoire. C’est sous son égide que le groupe renoue avec sa stratégie de croissance.

### Introduction en bourse
En 2005, Klöckner est racheté par le groupe de capital-investissement américain Lindsay Goldberg & Bessemer (LGB) qui procède à son introduction en bourse en juin 2006 avant de céder la majorité de ses titres en octobre. L’ensemble du capital est actuellement flottant (situation : août 2011).
Les actions de Klöckner & Co sont admises aux négociations sur le marché réglementé de la bourse de valeurs de Francfort pour le segment Prime Standard soumis à des obligations supplémentaires. Le 29 janvier 2007, l’action est admise dans l’indice MDAX de Deutsche Börse. Depuis le 21 mars 2016, l’action est cotée au SDAX. Klöckner & Co fait désormais partie des 160 plus grands entreprises cotées en bourse en Allemagne. Plus de 62 % de ses actions sont détenues par des investisseurs institutionnels identifiés qui représentent ainsi le plus grand groupe d’actionnaires. La majeure partie des investisseurs institutionnels sont originaires d’Allemagne et des États-Unis. Le pourcentage des investisseurs privés reste constant à 27 %.

### Stratégie d’acquisition expansive
Depuis son entrée en bourse en 2006, Klöckner & Co poursuit une stratégie d’acquisition expansive et a déjà racheté 26 entreprises. Klöckner & Co fait désormais partie des 80 plus grands groupes cotés en bourse en Allemagne. En avril 2007, Klöckner annonce le rachat du distributeur d’aciers Primary Steel via sa filiale américaine Namasco. Cette nouvelle filiale permet au groupe de fortement développer ses activités sur le marché américain où le chiffre d’affaires progresse d’environ 60 %.
En avril 2008, Ulrich Becker est nommé membre du directoire. Outre les activités opérationnelles du groupe en Europe, M. Becker dirige les activités de Klöckner Global Sourcing ainsi que la logistique, la gestion des processus et la gestion internationale des produits. Peu de temps après, en août 2008, le groupe est transformé en une société européenne et prend le nom de Klöckner & Co SE.
Pour faire face à la crise financière qui se développe à compter de 2007, Klöckner met en place dès octobre 2008 un plan de mesures immédiates intitulé « Wave 1 ». Ce plan prévoit de suspendre temporairement l’activité de croissance externe, de diminuer les coûts et de réduire l’endettement ainsi que de sécuriser le financement du groupe. En mars 2009, un second plan de mesures immédiates («Wave 2 ») est lancé. Klöckner émet un emprunt obligataire convertible en juin 2009 afin de reprendre la stratégie d’acquisition poursuivie depuis l’introduction en bourse en 2006 et procède à une augmentation de capital peu de temps après.
En novembre 2009, Gisbert Rühl succède à Thomas Ludwig à la présidence du directoire de Klöckner & Co. Outre sa fonction de président du directoire (CEO), M. Rühl continue d’assurer sa fonction de directeur financier du groupe (CFO). Dix jours après la prise de fonction de Gisbert Rühl, Klöckner signe un pré-contrat concernant l’acquisition du groupe Becker Stahl-Service (BSS). Après avoir renoué avec la stratégie d’acquisition qui avait été interrompue pendant une courte période à la suite de la crise financière et économique globale en acquérant la société Bläsi AG en janvier 2010, le directoire de Klöckner & Co annonce le 1er mars 2010 avoir finalisé avec succès l’acquisition de BSS.
En avril 2011, Klöckner fait l’acquisition de Macsteel Service Centers USA. En mai 2011 suit l’acquisition de Frefer, le troisième distributeur d’acier et de métaux indépendant du Brésil. Un mois plus tard environ, en juin 2011, Klöckner procède à une augmentation de capital. L’émission de 33 250 000 nouvelles actions permet au groupe de réaliser un produit d’émission net de quelque 516 millions d’euros, principalement dédié à la poursuite de la stratégie de croissance « Klöckner & Co 2020 ». Fin 2011, la société Kloeckner Metals (Changshu) Co., Ltd., une filiale de Klöckner & Co, ouvre le premier Centre de services d’aciers du groupe en Chine, à Changshu, une ville sans district de l’est de la République populaire, à proximité de Shanghai et des provinces Shandong, Zhejiang, Jiangsu et Anhui. Kloeckner Metals fournit jusqu’à présent surtout les constructeurs mécaniques européens implantés aux alentours de Changshu.
Compte tenu du recul de la demande d’aciers en Europe et des perspectives conjoncturelles incertaines, le groupe a mis en place un important programme de restructuration à l’automne 2011 et vendu ou fermé 70 sites et supprimé quelque 2 200 emplois. Le plan de restructuration est achevé depuis fin 2013, selon l’annonce du président du directoire, Gisbert Rühl, à l’occasion de la conférence de presse consacrée aux résultats financiers du 6 mars 2014.

### Numérisation
Dans le cadre de sa stratégie de croissance à long terme, Klöckner & Co s’engage à numériser l’ensemble de sa chaîne de livraison. Afin de regrouper tous les projets s’articulant autour de la numérisation en une seule main, Klöckner & Co crée fin 2014 son propre centre de compétences de numérisation à l’échelle du groupe, kloeckner.i. Les bureaux de la nouvelle société se trouvent au cœur du quartier des start-up de Berlin. Environ 90 employés y travaillent dans les domaines de la gestion des produits, du développement de logiciels, de la science des données et de l'intelligence artificielle, de la veille économique et de l'analyse, du marketing en ligne et de l'expérience utilisateur et de la conception. En outre, Klöckner & Co a fondé en 2018 XOM Materials, une plate-forme industrielle ouverte à la concurrence. Des applications spécialement développées comme l'assistant Kloeckner, qui automatise le traitement des demandes des clients grâce à l'intelligence artificielle, sont le moteur de la transformation numérique de l'entreprise. En automatisant les processus de base, Klöckner & Co va devenir une entreprise de plate-forme. Outre la création de ses propres services numériques, Klöckner & Co investit dans des start-ups via la société à risque kloeckner.v.

## Prix
- Kununu « Top Company » et « Open Company » : le portail d’évaluation des employeurs Kununu a attribué son label « Top Company » à la société Klöckner & Co SE, un prix récompensant les employeurs jugés de qualité, et celui d’« Open Company », attribué aux entreprises ayant des relations proactives avec kununu.com[18].
- Index de carrière des femmes : en 2018, Klöckner & Co SE était classé 8e sur un total de 160 entreprises participantes. L’index de carrière des femmes s’appuie sur des données objectives indiquant dans quelle mesure les femmes participent à l’encadrement de l’entreprise sur un pied d’égalité avec les hommes[19].
- « Fair Company » : l’initiative patronale « Fair Company » a attribué à Klöckner & Co SE le label récompensant les entreprises ayant des relations équitables et responsables avec les stagiaires.